# Nipponocis unipunctatus
Nipponocis unipunctatus is een keversoort uit de familie houtzwamkevers (Ciidae). De wetenschappelijke naam van de soort werd in 1956 gepubliceerd door Takehiko Nakane & Nobuchi.